# Тилапанский отоми
Тилапанский отоми (Tilapa Otomi) — индейский язык, находящийся под серьёзной угрозой, на котором говорят 100 человек, в основном пожилые люди, в муниципалитете Сантьяго-Тилапа, между городами Мехико и Толука, штата Мехико в Мексике. Ластра (2006) классифицировал его как восточный отоми.